# جيريمي بارنز
جيريمي بارنز (بالإنجليزية: Jeremy Barnes)‏ هو موسيقي أمريكي، ولد في 18 سبتمبر 1976 في ألباكركي في الولايات المتحدة.

## وصلات خارجية
- جيريمي بارنز على موقع ميوزك برينز (الإنجليزية)